# Schlegel (Münchberg)
Schlegel ([ˈʃleːɡl̩] ) ist ein Gemeindeteil der Stadt Münchberg im oberfränkischen Landkreis Hof. Schlegel liegt in der Gemarkung Meierhof bei Münchberg. Der Ort war die Heimat des Adelsgeschlechts von Schlegel.

## Geographie
Das Dorf bildet mit Münchberg im Süden eine geschlossene Siedlung. Es liegt am Schlegelbächlein, einem linken Zufluss der Pulschnitz. Im Nordosten erhebt sich der Schlegelberg (593 m ü. NHN). Die Staatsstraße 2461 führt nach Münchberg (1,3 km südwestlich) bzw. über Rothenmühle und an Schotteneinzel vorbei nach Reuthlas (3,9 km nördlich). Ein Anliegerweg führt nach Hintere Horlachen (0,4 km nordwestlich).

### Klima

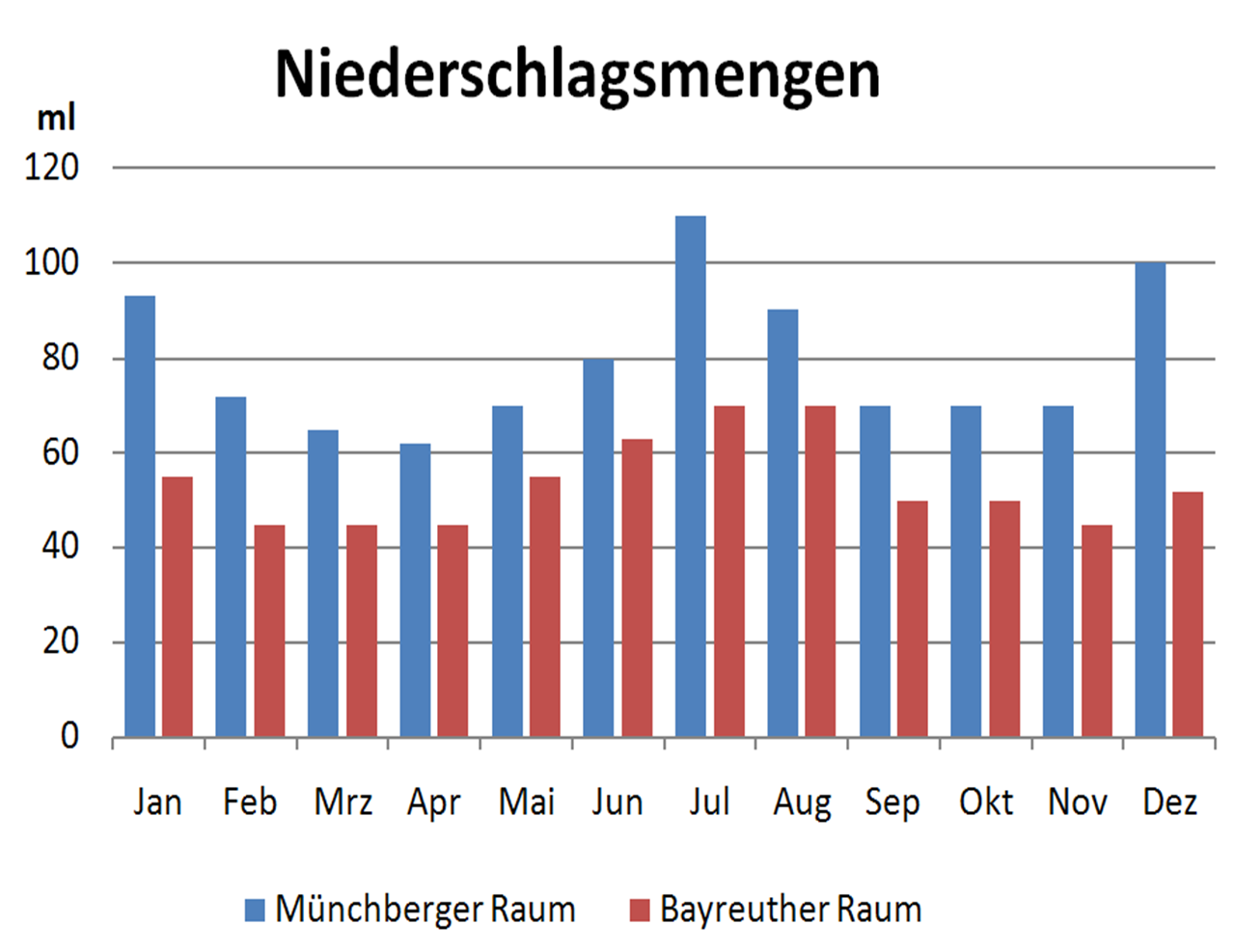
Niederschlag im Raum Münchberg und Bayreuth

Schlegel ist räumlich mit Münchberg verbunden. Daher gelten die gleichen klimatischen Daten wie für die Stadt. Die Mittelgebirgslage sorgt für niedrige Temperaturen und häufige Niederschläge. Die Jahresmitteltemperatur liegt bei 5–6 °C; die durchschnittliche Temperatur in der Vegetationsperiode liegt bei etwa 12–13 °C. Die mittlere jährliche Niederschlagsmenge beträgt 900–1000 Millimeter.

### Geologie
Geologisch liegt Schlegel auf der Münchberger Gneismasse, einer Hochebene inmitten des Alten Gebirges Nordostbayerns. Die Böden bestehen zumeist aus den Gesteinen Amphibolit, Gneis und Phyllit. Sie unterscheiden sich damit von denen des Fichtelgebirges, dessen Böden zu etwa 40 % aus Granit bestehen. Die Zusammensetzung des Gneises ähnelt stark der des Granits, er hat allerdings einen schieferigen Aufbau. Auf einer Hunderter-Skala liegen die landwirtschaftlichen Erträge bei ca. 27 bis 36 für Ackerflächen und 26 bis 34 für Grünflächen. Die Böden sind so genannte Viertel- bis Drittelböden.

## Geschichte

### Adelsgeschlecht der von Schlegel
Das Geschlecht der von Schlegel wurde erstmals am 28. Mai 1235 mit der Nennung von „Albero et Albertus dictus de Slegel“ als Zeugen einer Schenkung an das Kloster Speinshart urkundlich erwähnt. Bei diesen Adeligen handelte es sich um walpotische Dienstleute, die es wahrscheinlich schon im 11. oder 12. Jahrhundert in das Münchberger Land verschlagen hatte. In einem ähnlichen Zusammenhang wurden sie 1235 und am 28. Juli 1238 erneut als walpotische Eigenritter erwähnt. Danach gibt es für fast hundert Jahre keine weiteren Informationen, da die bisherigen Dienst- und Lehnsherrn der Schlegeler, die Walpoten, ihre Besitzungen um Münchberg aufgegeben hatten. Die Oberherrschaft übernahm gegen 1240 das Geschlecht der Herren von Sparneck. Trotz der neuen Lehnsherren konnten die von Schlegel einen Großteil ihrer Güter behaupten, was aus Urkunden des 14. Jahrhunderts ersichtlich ist. Im Jahr 1373, als die Burggrafen von Nürnberg Teile des Hochgerichtsbezirks und der Stadt Münchberg erworben hatten, scheinen die von Schlegel mit diesem mächtigen Nachbarn in Streit geraten zu sein. Die Fehde wurde von Hans von Schlegel beendet. Sein Bruder Albrecht und seine Söhne Peter, Konrad, Otto, Albrecht und Christoph verpflichteten sich am 12. August 1379, ihrem „lieben gnädigen Herrn“, dem Burggrafen Friedrich V. Urfehde zu leisten. Diese Verpflichtung hielten die Schlegeler ein.
Der Konflikt war vermutlich der Grund, dass sich die Söhne Peter und Christoph von Schlegel im Vogtland niederließen. Dort wurden beide kurz nach 1400 als Grundherren von Untermarxgrün, Raschau, Hermannsgrün, Schwand, Meßbach, Kürbitz und Treuen bezeugt. Aus einem burggräflichen Register über Gericht und Stadt Münchberg von 1408 geht hervor, dass die von Schlegel im Dorf über keinen Besitz mehr verfügten. Mit der Zeit waren an ihre Stelle die Burggrafen von Nürnberg, die Herren von Sparneck und Hirschberg und die Kirche von Münchberg getreten. Einige Höfe und Grundstücke in und um Schlegel unterstanden dem Hochstift Bamberg als Lehen. Sie wurden 1399 durch den Tod des „Hans Sleglein von Munichberg“ an die Herren von Guttenberg weiterverliehen.

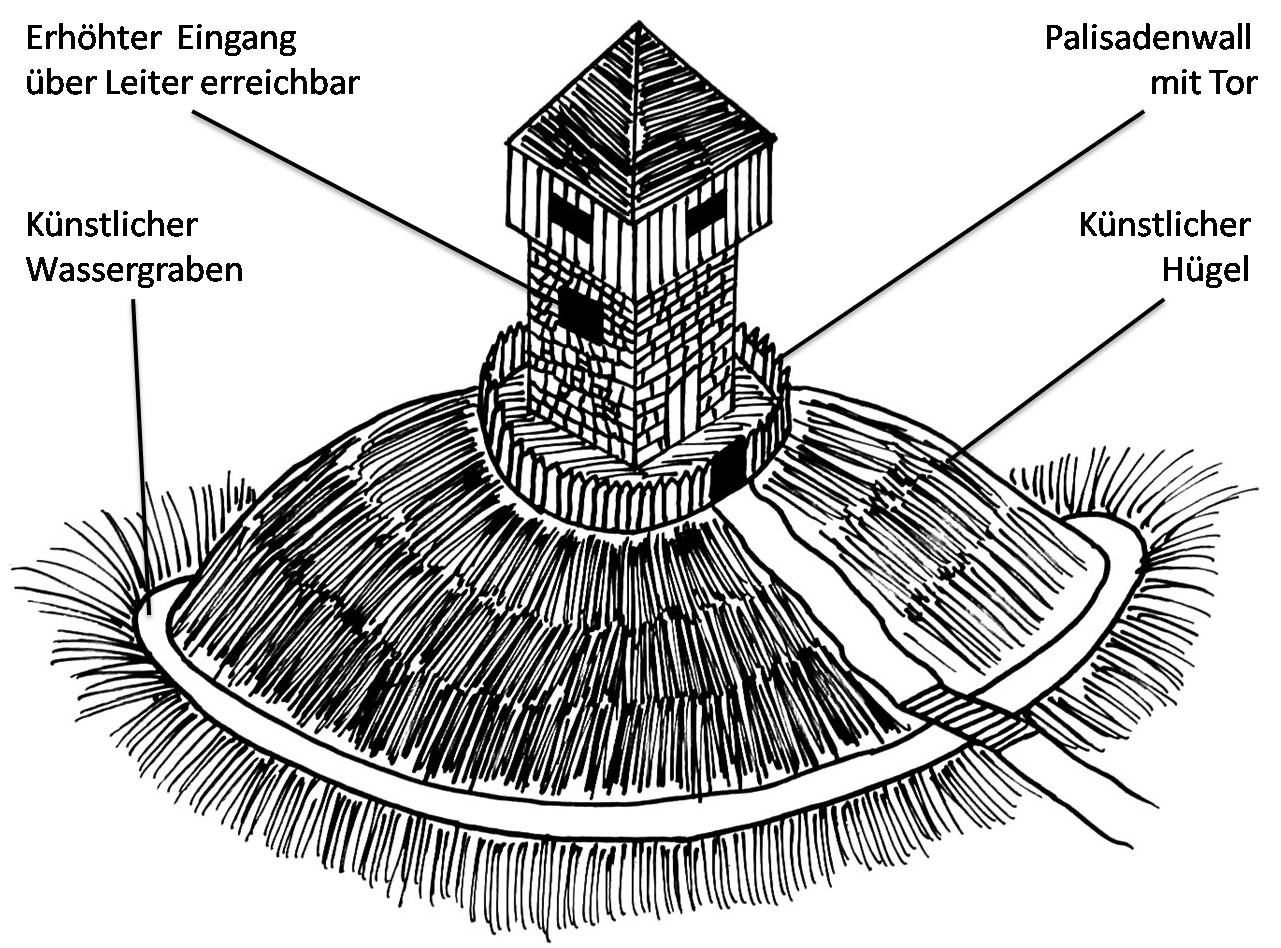
Beispiel Rekonstruktionsversuch eines Turmhügels

### Der Turmhügel in Schlegel
Der Heimatforscher Karl Dietel geht davon aus, dass in Schlegel ab dem 13. Jahrhundert ein Wehrbau bestand. Neuere Forschungen gehen von einer Entstehung im 11. oder 12. Jahrhundert aus. Bedingt durch die topographische Lage handelte es sich vermutlich um einen durch Wasser und Sumpf geschützten Turmhügel. Einige Wissenschaftler neigen dazu, den Wehrbau am südlichen Ortsrand von Schlegel zu suchen. Dafür sprechen die Höhenlage von rund 543 Metern und die alte Landstraße nach Hof 250 Meter nordwestlich davon. Turmhügel wurden auch zum Schutz von Straßen und Furten angelegt. Allerdings befand sich der älteste Dorfteil von Schlegel vermutlich jenseits des Baches am Südwestfuß des Schlegelberges (593 m), wodurch das damals einzeilige Reihendorf durch den Schlegelbach vom schützenden Wehrbau getrennt gewesen wäre. Die Höfe am Südwestufer des Baches müssen somit später errichtet worden sein. Ausgrabungen wurden bisher nicht durchgeführt.

### Verwaltungsgeschichte
Gegen Ende des 18. Jahrhunderts bestand Schlegel aus 24 Anwesen. Die Hochgerichtsbarkeit sowie die Dorf- und Gemeindeherrschaft stand dem bayreuthischen Stadtrichteramt Münchberg zu. Grundherren waren
- das Kastenamt Münchberg: 3 Höfe, 2 Halbhöfe, 10 Tropfhäuser;
- die Hofkanzlei Bayreuth: 3 Halbhöfe;
- das Gotteshaus Hof: 2 Halbhöfe;
- die Pfarrei Münchberg: 1 Viertelhof;
- das vogtländische Rittergut Förbau: 1 Söldengut, 1 Haus;
- die Rittergüter Ebnath und Schwarzenreuth: 1 Haus. Die Bewohner des Hauses waren pfalz-neuburgische Landsassen.[9]

Von 1797 bis 1810 unterstand Schlegel dem Justiz- und Kammeramt Münchberg. Infolge des Ersten Gemeindeedikts wurde Schlegel dem 1812 gebildeten Steuerdistrikt Meierhof und der zugleich entstandenen die Ruralgemeinde Meierhof zugewiesen. Am 1. April 1958 wurde Schlegel nach Münchberg eingemeindet.

### Einwohnerentwicklung
| Jahr      | 1799   | 1812   | 1819   | 1861   | 1871   | 1885   | 1900   | 1925   | 1950   | 1961   | 1970   | 1987   | 2009 |
| Einwohner | 141    | *100   | *163   | 266    | 252    | 284    | 329    | 397    | 561    | 471    | 456    | †      | 367  |
| Häuser    | 28     | *32    |        |        |        | 37     | 41     | 47     | 74     | 84     |        | †      |      |
| Quelle    | [ 14 ] | [ 10 ] | [ 15 ] | [ 16 ] | [ 17 ] | [ 18 ] | [ 19 ] | [ 20 ] | [ 21 ] | [ 22 ] | [ 23 ] | [ 24 ] |      |

## Religion
Schlegel ist bis heute nach St. Peter und Paul (Münchberg) gepfarrt und seit der Reformation evangelisch-lutherisch geprägt.

## Kultur und Sehenswürdigkeiten

### Ehemaliges Baudenkmal
- Haus Nr. 1: Zweigeschossiger, verputzter Wohnstallbau mit erneuertem Walmdach, die Fenster- und Türrahmungen profiliert und geohrt; der Sturz der Wohnungstür bezeichnet „18 JNH 02“ (=Johann Nikolaus [?] Hofmann).[25]

### Vereine

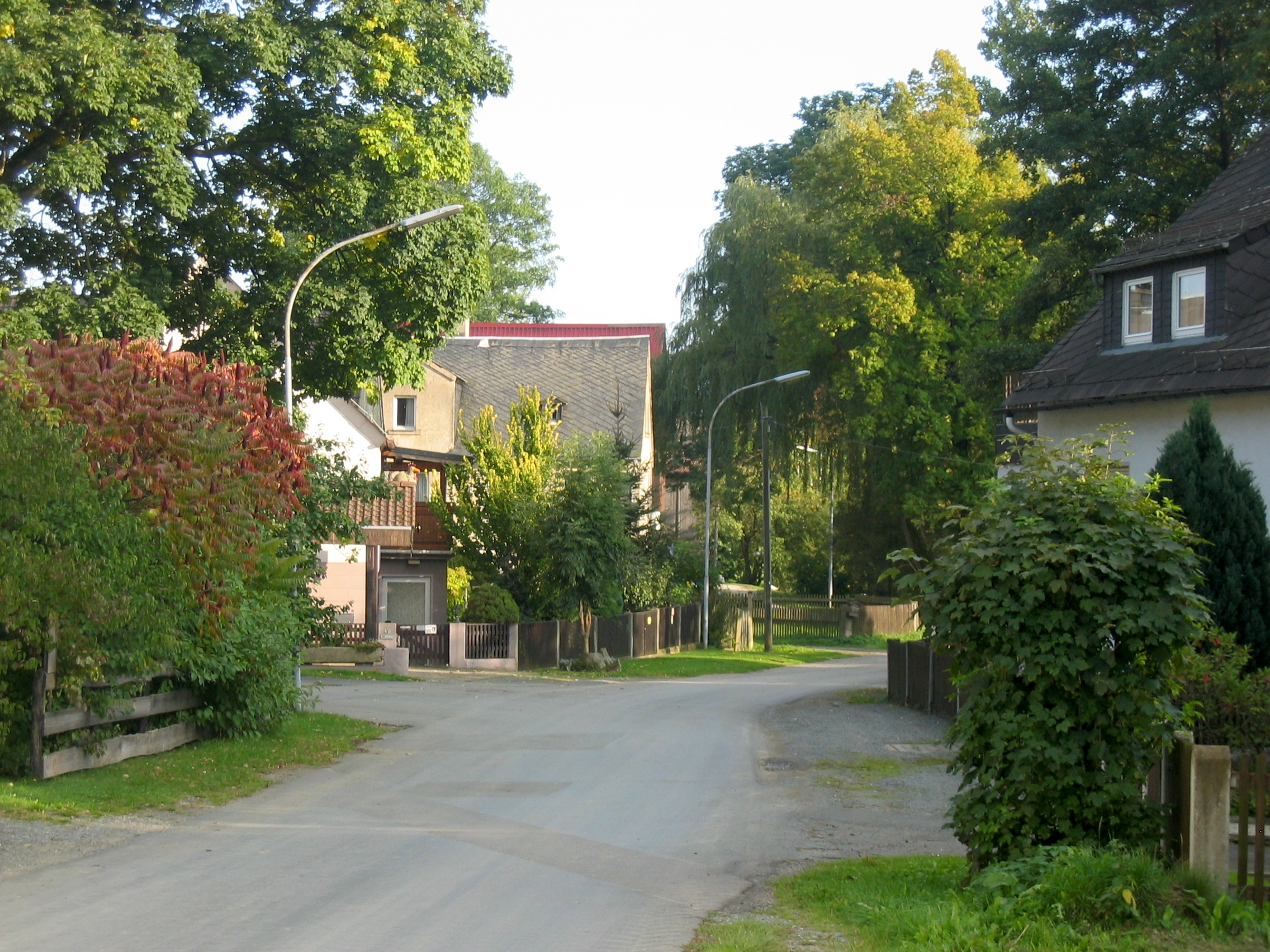
Straßenzug in Schlegel

- Der ATSV 04 Münchberg-Schlegel ist der lokale Fußballverein.
- Die Freiwillige Feuerwehr Schlegel wurde der Feuerwehr Münchberg am 23. April 1967 als vierter Löschzug angegliedert. Dadurch waren Umbaumaßnahmen am Feuerwehrhaus in Schlegel und der Neukauf eines Tragkraftspritzenfahrzeugs (in der Form eines Ford Transit) notwendig geworden. Das Fahrzeug wurde 1968 in Dienst gestellt.[26] Die Freiwillige Feuerwehr Schlegel wurde im Jahr 1993 aufgelöst und in die Feuerwehr Münchberg integriert. Das 1968 beschaffte Fahrzeug wurde am 26. September 2003 über eine Auktionsplattform an einen englischen Sammler verkauft.[27] In der englischen Zeitschrift Classic Van and Pick-Up wurde über den „Schlegeler“ ein vierseitiger Bericht abgedruckt.[28]